# Tirallongues de Manresa
Tirallongues de Manresa és una colla castellera de Manresa, al Bages, creada el 19 de gener de 1993. La primera actuació va ser el 21 de febrer de 1993 amb motiu de les festes de la Llum a Manresa.
El màxim castell que han assolit és el 3 de 8, que van descarregar el 5 de novembre de 2017 a la plaça Neus Català (antigament Crist Rei) de Manresa. Aquesta fita representa el punt àlgid de la seva trajectòria descarregant l’anomenada clàssica de vuit, no havent intentat aquest castell posteriorment, també han carregat el 2d8f en l’any del seu 25è aniversari en la diada de la colla el dia 12 de novembre de 2018.
El 4 de 8 és un castell molt especial pels manresans, castell que va marcar el seu màxim a la primera època d’èxits de la colla (1993-1998). I també en l’època actual on en descarreguen per primer cop a Millars l’any 2017 i es consoliden com a colla de 8 descarregant-lo amb solidesa més tard.
Anteriorment, els Tirallongues de Manresa van intentar el 4 de 8 en quatre ocasions: el 8 de novembre de 1998 (carregat), el 27 de setembre de 1998 (intent desmuntat), el 30 d’agost de 1998 (intent) i el 26 d’octubre de 1997 (primer intent).

## Història

### El nom de la colla
El nom de les colles castelleres solen portar el nom de la ciutat o vila a la qual representen precedit d’un sinònim de nen. Per aquest motiu una de les propostes de nom per a la colla fóra Nanos de Manresa, perquè nano és una forma molt emprada entre els manresans. Però no va acabar de quallar i es van decantar per Tirallongues que deriva de La Tirallonga, un joc que antigament hom jugava a Manresa. Consistia a perseguir-se els uns als altres i a atrapar-se, en fer-ho s’agafaven de la mà i anaven formant una Tirallonga; tot això acompanyat d’una cançó, la Tirallonga dels cossos Sants.
Tirallongues de Manresa va ésser la primera colla de Catalunya que no va adoptar un sinònim de nen per al seu nom. A més a més, era la colla que en el mapa de Catalunya estava més al nord i per aquest motiu els van batejar com «els Esquimals».

### La camisa i l'escut

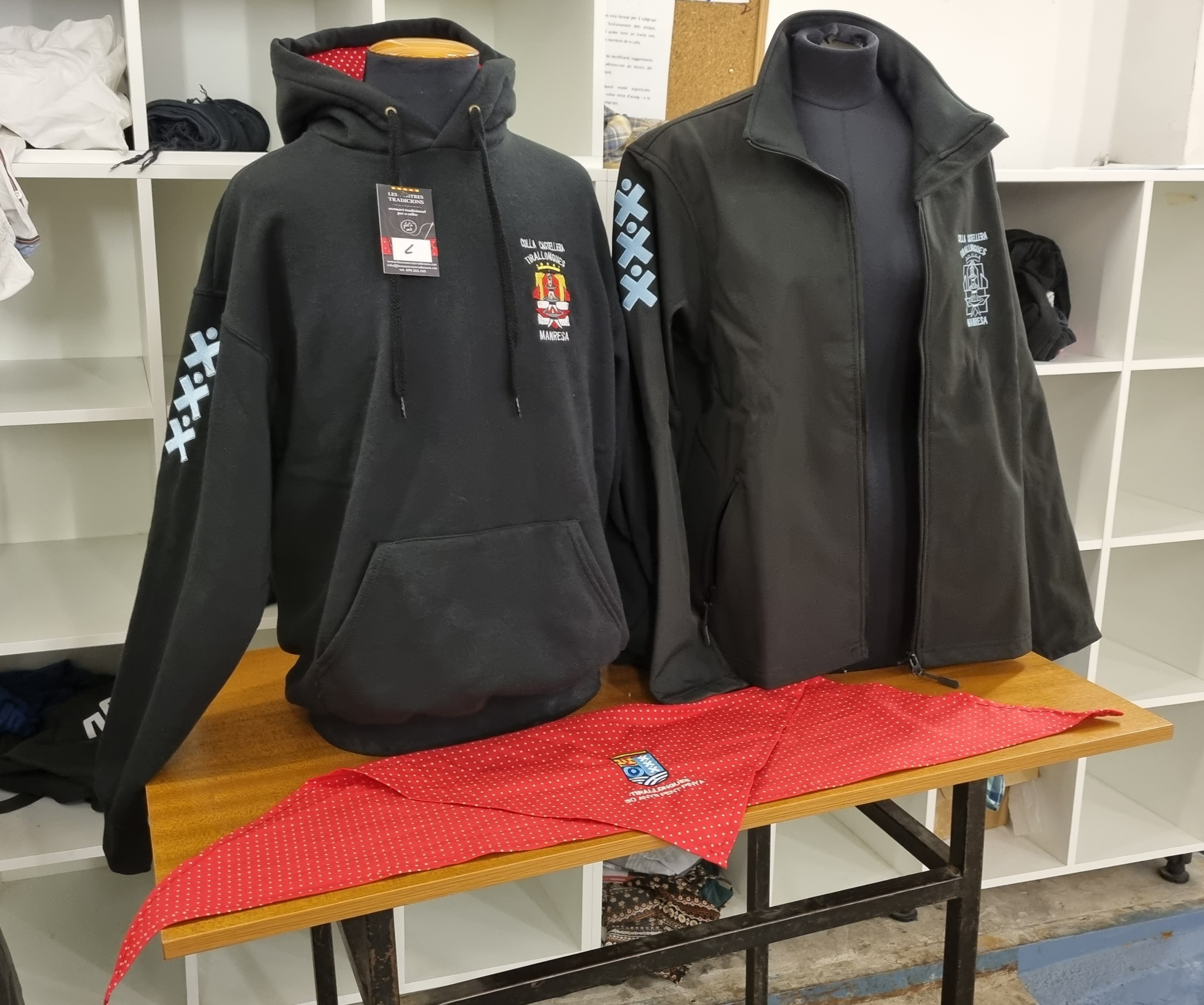
Jaqueta, dessuadora i mocador pels 30 anys dels Tirallongues

La colla no disposava de diners per a comprar peces de roba i per a fer les camises, però una persona jubilada de Sallent els va oferir unes peces de roba molt resistents a un preu realment econòmic. Eren unes existències que no se les podia treure des de feia anys. Aquesta roba era feta amb dos fils blancs trenats i dos fils blaus trenats que creaven un color blau cel. Hui dia encara es continua elaborant aquesta roba en l’antic teler de Sallent.
L'escut actual dels Tirallongues fóra el resultat de la tria de diferents escuts. L'escut és format a partir d’una part de l'escut de Manresa a la qual hom li sobreposa un pilar de cinc, dibuixat amb la tècnica de dibuix lineal. La idea original del dibuix del pilar de 5 va ser d’en Domènec Forns Sellarès.

## Organització
Com totes les colles castelleres actuals Tirallongues de Manresa s’organitza en dos grups de treball diferenciats: la junta directiva (d’on n'Oriol López n’és el president) i la junta tècnica (amb Lluís Mayolas al capdavant).

## Castells

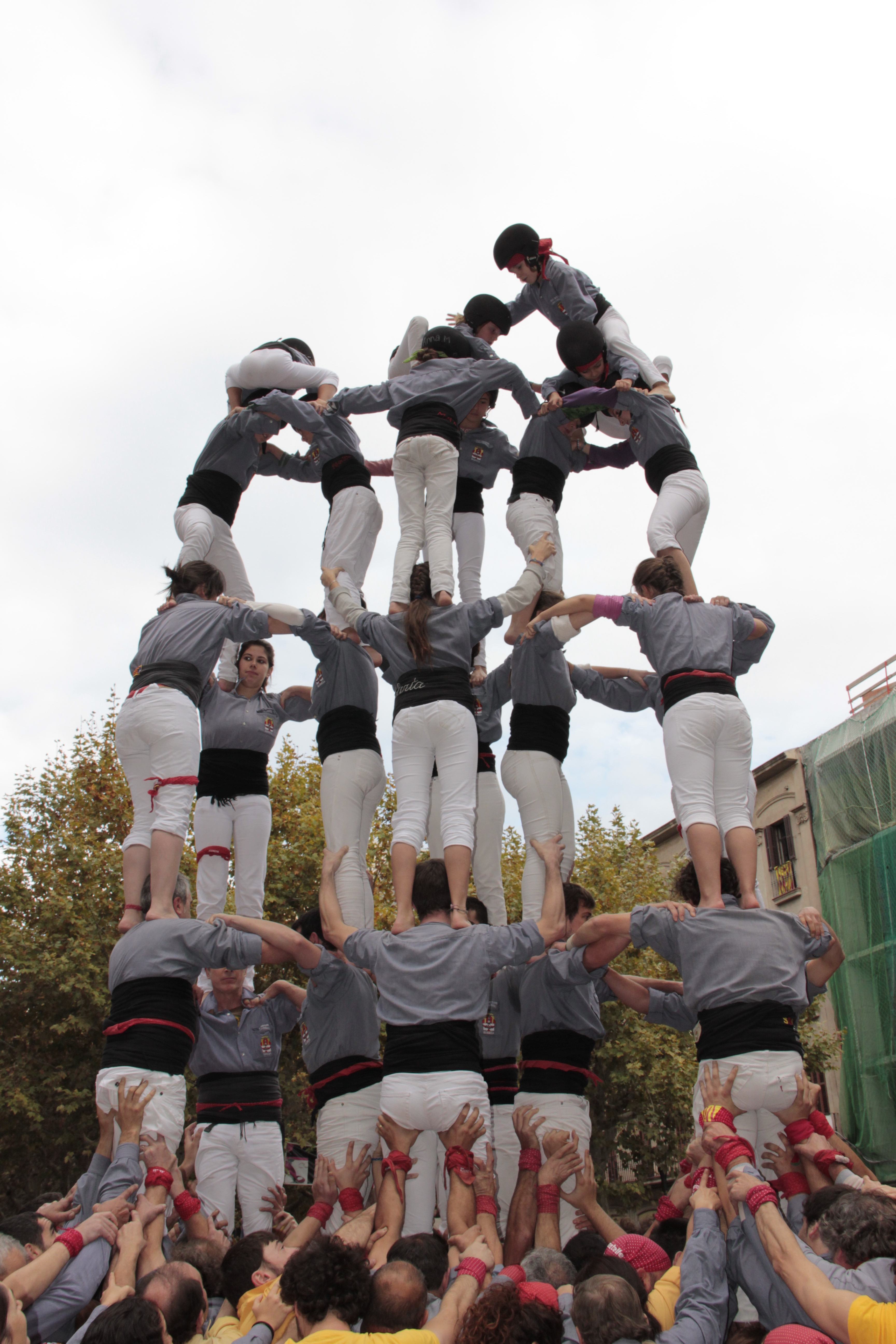
8 de 6, Diada dels Tirallongues, 11 de novembre de 2012, Plaça Crist Rei

La taula següent mostra la data, la diada i la plaça en què per, primera vegada, s'han carregat i descarregat, cadascuna de les construccions que la colla ha assolit a plaça:
| Castell                     | Carregat               | Carregat                                                                   | Carregat                 | Descarregat            | Descarregat                                       | Descarregat                                        | Ordre desc. | Grup | Ref.        |
| Castell                     | Data                   | Actuació                                                                   | Plaça                    | Data                   | Actuació                                          | Plaça                                              | Ordre desc. | Grup | Ref.        |
| --------------------------- | ---------------------- | -------------------------------------------------------------------------- | ------------------------ | ---------------------- | ------------------------------------------------- | -------------------------------------------------- | ----------- | ---- | ----------- |
| 2 de 8 amb folre            | 11 de novembre de 2018 | Diada dels Tirallongues                                                    | Plaça Crist Rei, Manresa | NO DESCARREGAT         | NO DESCARREGAT                                    | NO DESCARREGAT                                     | 27          | 4.1  | [ 8 ] [ 9 ] |
| 3 de 8                      | -                      | -                                                                          | -                        | 5 de novembre de 2017  | Diada dels Tirallongues                           | Plaça Crist Rei, Manresa                           | 26          | 3.2  | [ 8 ] [ 9 ] |
| 4 de 8                      | 8 de novembre de 1998  | Diada dels Tirallongues                                                    | Plaça Crist Rei, Manresa | 5 d'agost de 2017      | Festa Major de Millars                            | Plaça de la Font del Rei, Millars (Catalunya Nord) | 23          | 3.1  | [ 9 ]       |
| 2 de 7                      | 12 de novembre de 1995 | Diada dels Tirallongues                                                    | Plaça Crist Rei, Manresa | 12 de Juliol de 1997   | Festa Major de Rubí                               | Plaça Pere Aguilera, Rubí                          | 15          | 3.1  |             |
| 3 de 7 aixecat per sota     | -                      | -                                                                          | -                        | 27 d'agost de 2017     | Festa Major de Manresa                            | Plana de l'Om, Manresa                             | 24          | 2.3  |             |
| 5 de 7 amb agulla           | -                      | -                                                                          | -                        | 28 de setembre de 2014 | XXV Concurs de Castells                           | Plaça del Castell, Torredembarra                   | 20          | 2.3  |             |
| 5 de 7                      | 25 de maig de 1995     | Festa Major de Montcada i Reixac                                           |                          | 20 d'octubre de 1996   | Diada castellera a Manresa                        |                                                    | 14          | 2.2  |             |
| 7 de 7                      | -                      | -                                                                          | -                        | 11 d'octubre de 2014   | 17a Fira Mediterrania de Manresa                  | Plana de l'Om, Manresa                             | 21          | 2.2  |             |
| 4 de 7 amb l'agulla         | -                      | -                                                                          | -                        | 11 de setembre de 1996 | Diada nacional, Llinars del Vallès                |                                                    | 13          | 2.1  |             |
| 3 de 7 amb l'agulla         | -                      | -                                                                          | -                        | 7 de novembre de 2009  | Fira Mediterrania de Manresa                      | Plana de l'Om, Manresa                             | 16          | 2.1  |             |
| 3 de 7                      | 8 d'octubre de 1994    | EXPO CULTURA Barcelona                                                     |                          | 27 d'agost de 1995     | Festa Major Manresa                               | Plaça Major, Manresa                               | 11          | 1.1  |             |
| 4 de 7                      | -                      | -                                                                          | -                        | 28 d'agost de 1994     | Festa Major Manresa                               | Plaça Major, Manresa                               | 7           | 1.1  |             |
| 9 de 6                      | -                      | -                                                                          | -                        | 4 de novembre de 2017  | Vigílies Diada dels Tirallongues                  | Poliesportiu Font dels Capellans, Manresa          | 25          | 1.1  |             |
| pilar de 5                  | 1 d'octubre de 1994    | Diada castellera Olesa de Montserrat                                       |                          | 27 d'agost de 1995     | Festa Major de Manresa                            | Plaça Major, Manresa                               | 12          | 0.1  |             |
| pilar de 5 aixecat per sota | -                      | -                                                                          | -                        | 11 de novembre de 1996 | Vigílies de Diada dels Tirallongues               |                                                    | 14          | 0.1  |             |
| 2 de 6                      | -                      | -                                                                          | -                        | 7 de maig de 1994      | Vigilies de l'aniversari dels Castellers de Sants |                                                    | 5           | 0.1  |             |
| 3 de 6 aixecat per sota     | -                      | -                                                                          | -                        | 21 de febrer de 1995   | Festes de la Llum                                 | Plaça Major, Manresa                               | 10          | 0.0  |             |
| 5 de 6 amb l'agulla         | -                      | -                                                                          | -                        | 6 de setembre de 2014  | Trobada de torres humanes a Tauste, (Saragossa).  |                                                    | 19          | 0.0  |             |
| 5 de 6                      | -                      | -                                                                          | -                        | 22 d'octubre de 1994   | Festa del local dels Minyons de Terrassa          |                                                    | 8           | 0.0  |             |
| 8 de 6                      | -                      | -                                                                          | -                        | 11 de novembre de 2012 | Diada dels Tirallongues                           | Plaça Crist Rei, Manresa                           | 18          | 0.0  |             |
| 7 de 6                      | -                      | -                                                                          | -                        | 5 de novembre de 2016  | Vigílies de Diada dels Tirallongues               | Plaça Sant Domènec, Manresa                        | 22          | 0.0  |             |
| 4 de 6 amb l'agulla         | -                      | -                                                                          | -                        | 7 de maig de 1994      | Vigilies de l'aniversari dels Castellers de Sants |                                                    | 6           | 0.0  |             |
| 3 de 6 amb l'agulla         | -                      | -                                                                          | -                        | 25 de juliol de 2010   | Festa Major de Castellserà                        | Plaça Major, Castellserà                           | 17          | 0.0  |             |
| 4 de 6                      | -                      | -                                                                          | -                        | 14 de novembre de 1993 | Diada dels Tirallongues                           | Plaça Crist Rei, Manresa                           | 3           | 0.0  |             |
| 3 de 6                      | 5 de setembre de 1993  | Homenatge a Emili Miró, Terrassa                                           |                          | 14 de novembre de 1993 | Diada dels Tirallongues                           | Plaça Crist Rei, Manresa                           | 2           | 0.0  |             |
| pilar de 4 aixecat per sota | -                      | -                                                                          | -                        | 21 de febrer de 1994   | Festes de la Llum                                 | Plaça Major, Manresa                               | 4           | 0.0  |             |
| pilar de 4 caminat          | -                      | -                                                                          | -                        | 13 de novembre de 1994 | Diada dels Tirallongues                           | Plaça Crist Rei, Manresa                           | 9           | 0.0  |             |
| pilar de 4                  | 21 de febrer de 1993   | Presencació de la Colla Tirallongues de Manresa per les festes de la Llum. | Plaça Major, Manresa     | 24 d'abril de 1993     | Sant Jordi a Manresa                              | Plaça Crist Rei, Manresa                           | 1           | 0.0  |             |
| Castell                     | Carregat               | Carregat                                                                   | Carregat                 | Descarregat            | Descarregat                                       | Descarregat                                        | Ordre desc. | Grup | Ref.        |
| Castell                     | Data                   | Actuació                                                                   | Plaça                    | Data                   | Actuació                                          | Plaça                                              | Ordre desc. | Grup | Ref.        |

La taula següent mostra la quantitat feta de cada tipus de castell per temporada:
| Temporada                                                                                      | 2d8f | 3d8   | 4d8   | 2d7     | 3d7s | 5d7a | 5d7    | 7d7 | 4d7a   | 3d7a   | 3d7     | 4d7     | 9d6 | pd5     | pd5s | 2d6     | 3d6s | 5d6a | 5d6 | 7d6 | 4d6a | 3d6a    | 4d6   | 3d6      | pd4cam | pd4s | pd4     | Ref.                 |
| Castells descarregats, carregats, intents i intents desmuntats amb el format següent: d(c) iid |      |       |       |         |      |      |        |     |        |        |         |         |     |         |      |         |      |      |     |     |      |         |       |          |        |      |         |                      |
| ---------------------------------------------------------------------------------------------- | ---- | ----- | ----- | ------- | ---- | ---- | ------ | --- | ------ | ------ | ------- | ------- | --- | ------- | ---- | ------- | ---- | ---- | --- | --- | ---- | ------- | ----- | -------- | ------ | ---- | ------- | -------------------- |
| 2024                                                                                           |      | 1     | 4 3   |         |      |      | 10     |     | 13     | 3 1    | 9 1     | 12 1    |     | 17(1)   |      | 5       |      |      |     | 1   | 2    | 4       | 3 1   | 3        | 1      |      | 60      | [ 13 ]               |
| 2023                                                                                           |      |       | 2 1   |         | 1    | 1    | 6      |     | 8 1    | 4      | 14      | 16 3    |     | 16(2) 1 |      | 2 1     | 6    |      |     |     | 2    | 5       | 3     | 3        | 2      | 1    | 66      | [ 13 ] [ 14 ] [ 15 ] |
| 2022                                                                                           |      |       |       |         |      |      | 3      |     | 3      | 3      | 14 1    | 7(1)    |     | 12      |      | 4       |      |      | 1   |     | 3    | 11(1)   |       | 5        | 2      | 32   | 63 12   |                      |
| 2021                                                                                           |      |       |       |         |      |      |        |     |        |        | 2       | 1       |     | 1 1     |      | 2       |      |      | 1   |     |      | 3       | 1     | 3        |        |      | 13      | [ 13 ]               |
| 2020                                                                                           |      |       |       |         |      |      |        |     |        |        |         |         |     |         |      |         |      |      |     |     |      |         |       |          | 1      |      |         | [ 16 ]               |
| 2019                                                                                           |      | (1) 1 | 7     | 1(1)    |      |      | 8 2    |     | 10     |        | 10      | 12      |     | 15(1)   | 1    | 1       |      |      | 5   |     | 4    |         |       |          | 1      |      | 48(1) 1 |                      |
| 2018                                                                                           | (1)  |       | 11    | 7       |      | 2    | 11 1   | 2   | 7      | 1(1) 1 | 8       | 11      |     | 29(1)   |      |         |      |      | 1   |     | 1    |         |       |          | 1(1)   |      | 79      | [ 9 ]                |
| 2017                                                                                           |      | 1     | 6     | 4       | 1 1  | 1    | 9      | 1   | 7(1) 1 | 4      | 7       | 9       | 1   | 21      |      |         | 1    |      | 4 1 |     | 3    |         | 1     | 1        | 1      |      | 61 1    |                      |
| 2016                                                                                           |      |       | (2) 3 | 3 1     |      | 3 1  | 6 1    | 1   | 4(1)   | 6 1    | 10      | 8 1     |     | 20      |      | 3       | 1    |      | 2   | 1   | 3    | 6       | 3     | 4        | 3      | 2    | 59 1    |                      |
| 2015                                                                                           |      |       |       | 2 1     |      | 2 1  | 5 2    | 1 1 | 4      | 3 2    | 13      | 11      |     | 24      |      | 5       |      |      | 3   |     | 2    | 3       | 4     | 1        | 3      | 12   | 38 1    |                      |
| 2014                                                                                           |      |       |       | 2       |      | 3    | 4      | 1 1 | 3      | 2      | 9 1     | 1 4     |     | 22      |      | 9 1     |      | 1    | 4 1 |     | 4    | 9 1     | 3     | 11       | 4      | 7    | 30(1)   |                      |
| 2013                                                                                           |      |       |       |         |      |      | (1) 1  |     | 3 21   | 6 15   | 14 4    | 4       |     | 19 1    |      | 9       | 1    |      | 3   |     | 6    | 12(1) 1 | 1     | 6(1) 1   | 5      | 7    | 46      |                      |
| 2012                                                                                           |      |       |       | (1)     |      |      | 5 1    |     | 6 1    | 10 1   | 15 2    | 4       |     | 21      |      | 8       |      |      | 1   |     | 4 1  | 11 13   | 1     | 8        | 4      | 7    | 48      |                      |
| 2011                                                                                           |      |       |       | 1       |      |      | 2 1    |     | 2      | 4      | 9 3     | 4 1     |     | 19 2    |      | 13 1    |      |      | 1   |     | 4    | 19 2    | 6     | 7(1) 1   | 1      | 12   | 38 2    |                      |
| 2010                                                                                           |      |       |       |         |      |      | 3 1    |     | 3 2    | 1 1    | 12 2    | 5 2     |     | 14(2) 1 |      | 10      |      |      | 5 1 |     | 8    | 3       | 8 1   | 6        | 1      | 8    | 32      |                      |
| 2009                                                                                           |      |       |       | 2       |      |      | 1 1    |     | 4      | 1      | 14 2    | 9 2     |     | 13      | 4    | 7 2     |      |      | 4   |     | 6 13 |         | 5     | 4        | 1      | 1    | 31      |                      |
| 2008                                                                                           |      |       |       | 1       |      |      | 1      |     | (2) 1  |        | 16(1) 1 | 7 1     |     | 12 12   | 3    | 7 1     | 1    |      | 3 1 |     | 13   |         | 4     | 5 1      | 1      | 1    | 40 1    |                      |
| 2007                                                                                           |      |       |       |         |      |      |        |     | (1) 1  |        | 3(1) 3  | 3(1) 1  |     | 7 1     |      | 11 3    |      |      | 3   |     | 8    |         | 10 1  | 18       | 2      | 14   | 21      |                      |
| 2006                                                                                           |      |       |       |         |      |      |        |     |        |        | 6       | 2 1     |     | 8       |      | 15 2    |      |      |     |     | 4    |         | 4 1   | 12 3     |        | 5    | 15      |                      |
| 2005                                                                                           |      |       |       |         |      |      |        |     |        |        | 3 13    | 3       |     | 14      |      | 17 1    |      |      |     |     | 3    |         | 9     | 13(1) 2  | 3      | 8    | 21      |                      |
| 2004                                                                                           |      |       |       | 1       |      |      |        |     | 1      |        | 6 12    | 2       |     | 10      |      | 21 3    |      |      |     |     | 6 3  |         | 10 1  | 19       | 4      | 9(1) | 34      |                      |
| 2003                                                                                           |      |       |       | (1) 1   |      |      |        |     | 1(1)   |        | 9 2     | 4(1)    |     | 2(1) 23 |      | 8       | 1 1  |      | 2   |     | 6    |         | 4 3   | 10 1     | 3      | 12   | 27      |                      |
| 2002                                                                                           |      |       |       |         |      |      |        |     | 1      |        | 2 1     | 2 1     |     | 6(2)    |      | 9       |      |      | 1   |     | 5    |         | 9     | 16 1     | 5      | 4    | 37      |                      |
| 2001                                                                                           |      |       |       | 1(2) 13 |      |      | 1      |     | 1 1    |        | 10 2    | 4 2     |     | 18      |      | 9 1     |      |      | 1   |     | 3 1  |         | 9     | 9 1      | 4      |      | 21(1)   |                      |
| 2000                                                                                           |      |       |       | (3) 1   |      |      | 2      |     | 1 1    |        | 10 3    | 3 1     |     | 10(1) 1 |      | 8 3     |      |      | 2   |     | 4 2  |         | 10 21 | 12(1) 12 | 4      | 3    | 32      |                      |
| 1999                                                                                           |      |       |       | 2(1) 1  |      |      | (1)    |     | 1      |        | 9 12    | 2 6     |     | 12 1    | (1)  | 14 1    |      |      | 2   |     | 1 2  |         | 10    | 8        | 3      | 4    | 15      |                      |
| 1998                                                                                           |      |       | (1) 1 | 2(3) 51 |      |      | 2 1    |     | 5 6    |        | 16(1) 1 | 10 1    |     | 18 1    | 3    | 9       |      |      | 2   |     | 5    |         | 1     | 5        | 9      | 3    | 22      |                      |
| 1997                                                                                           |      |       | 1     | 4(6) 21 |      |      | 1(2) 1 |     | 4 2    |        | 16 13   | 7 1     |     | 22 1    | 1    | 13      |      |      | 1   |     | 3    |         | 8     | 9        |        | 2    | 17      |                      |
| 1996                                                                                           |      |       |       | (1) 3   |      |      | 1(1) 1 |     | 4 1    |        | 9(1) 1  | 4(1) 1  | 1   | 10      | 1    | 14      |      |      | 3 1 |     | 6    |         | 4     | 7(1)     |        | 4    | 35      |                      |
| 1995                                                                                           |      |       |       | (1) 1   |      |      |        |     |        |        | 7(1) 1  | 10(3) 1 |     | 8(2) 31 |      | 17(2)   | 7(1) |      | 14  |     | 10   |         | 2     | 2        | 3      | 3    | 28(1)   |                      |
| 1994                                                                                           |      |       |       |         |      |      |        |     |        |        | (1) 4   | 4(2)    |     | (2) 4   |      | 10(2) 1 |      |      | 5 1 |     | 11 1 |         | 8     | 13       | 1      | 3    | 48(1) 1 |                      |
| 1993                                                                                           |      |       |       |         |      |      |        |     |        |        |         |         |     |         |      | 1       |      |      |     |     |      |         | 1 12  | 1(1) 3   |        |      | 21(2)   |                      |
| Temporada                                                                                      | 2d8f | 3d8   | 4d8   | 2d7     | 3d7s | 5d7a | 5d7    | 7d7 | 4d7a   | 3d7a   | 3d7     | 4d7     | 9d6 | pd5     | pd5s | 2d6     | 3d6s | 5d6a | 5d6 | 7d6 | 4d6a | 3d6a    | 4d6   | 3d6      | pd4cam | pd4s | pd4     | Ref.                 |